# Eveline Vanhaverbeke
Eveline Vanhaverbeke (Kortrijk, 22 februari 1971)  is een Vlaams auteur en mind-body trainer. Sinds 2021 werkt ze vooral in haar bedrijf Flow with Life voor mensen met stress, angsten, burn-out en trauma. Haar trainingen zijn gebaseerd op meditatie, pranayama en Buteyko ademhalingsoefeningen, mindfulness en yogatherapie.
Eveline Vanhaverbeke woont in Wevelgem, is getrouwd en heeft drie kinderen.

## Biografie
Vanhaverbeke is in Kortrijk geboren. Ze studeerde Franse en Italiaanse taal- en letterkunde aan de Katholieke Universiteit Leuven. Na haar studie ging ze werken als leraar Frans.
Eind 2010 nam haar literaire carrière een start met de historische roman De kleur van de sterren, uitgegeven bij Manteau. Tijdens de literaire wandeling in Kortrijk, de plaats waar het verhaal zich afspeelt, las Vanhaverbeke voor uit haar boek. Begin maart 2013 verscheen haar tweede roman De verborgen prelude bij uitgeverij Marmer. Tegelijk gaf Marmer haar debuutroman opnieuw uit. In oktober 2015 verscheen haar derde roman Vergeten dagen, eveneens bij uitgeverij Marmer.
In 2021 sloeg ze een andere weg uit. Ze behaalde getuigschriften als mindfulness- en meditatietrainer, positieve psychologie practitioner, yoga-teacher, pranayama-ademhalingscoach, Buteyko adem-instructeur en yogatherapeut voor trauma, angst en stress. In oktober 2021 begon ze haar eigen praktijk Flow with Life, waar ze als mind-body trainer mensen helpt met stress, angsten, burn-out en trauma. 
Niet lang na de opstart van haar bedrijf werd ze gediagnosticeerd met eierstokkanker. Tijdens en na de behandelingen paste Vanhaverbeke haar voeding aan, ging door met mediteren en ademhalingsoefeningen en nam de draad weer op van haar bedrijf. In 2023 ging ze een maand naar Peru waar ze bij een Shipibo-indianenstam in het Amazoneregenwoud verbleef. Daar kreeg ze van een sjamaan een behandeling met plantenmedicijnen (zoals mapachotabak en thee van de Ayahuascaplant). Naar eigen zeggen heeft deze behandeling haar geholpen te genezen van een deel van haar jeugdtrauma's.